# أحمد عطاف
أحمد عطاف هو سياسي ودبلوماسي [[الجزائر|جزائري، وُلد في 10 يوليو 1953 في عين الدفلى في الجزائر. حالياً، يشغل منصب وزير الشؤون الخارجية والجالية الوطنية في الخارج منذ 18 مارس 2023، بعد أن تولى هذا المنصب سابقا من عام 1996 إلى 1999.

## تكوينه
أحمد عطاف حاصل على شهادة من المدرسة الوطنية للإدارة في الجزائر (ENA)، في الدفعة الدراسية 1971-1975 التي تحمل اسم فرانتس فانون.
في عام 1977، حصل على شهادة الدراسات العليا (D.E.S) في العلوم السياسية من جامعة الجزائر.
في عام 1980، حصل على شهادة كفاءة في اللغة الإنجليزية من كلية هانتر في نيويورك.

## حياة دبلوماسية
بعد حصوله على الشهادة من المدرسة الوطنية للإدارة في سن الـ22، تم تجنيده في وزارة الشؤون الخارجية، أُرسل بعدها إلى واشنطن ليكون رئيسًا للقسم الاقتصادي في سفارة الجزائر في الولايات المتحدة، ثم رئيسًا لقسم المعاهدات المتعددة الأطراف.
ثم تولى  عدة مناصب، مثل رئيس قسم الشؤون السياسية في منظمة الوحدة الأفريقية من عام 1977 إلى 1979، وأمينًا للبعثة الدائمة للجزائر لدى الأمم المتحدة من عام 1979 إلى 1982، ونائبًا للمدير في قسم الشؤون الاستراتيجية ونزع السلاح في الأمم المتحدة عام 1982، ومديرًا للشؤون السياسية الدولية في وزارة الشؤون الخارجية الجزائرية في العام 1984.
طوال مسيرته المهنية، شغل أحمد عطاف العديد من المناصب الدبلوماسية الهامة، بما في ذلك سفير الجزائر في الهند ويوغوسلافيا والمملكة المتحدة. كما كان أحد المقربين من وزير الشؤون الخارجية أحمد طالب إبراهيمي، إلى جانب رمطان لمامرة.